# Janet Chvatal

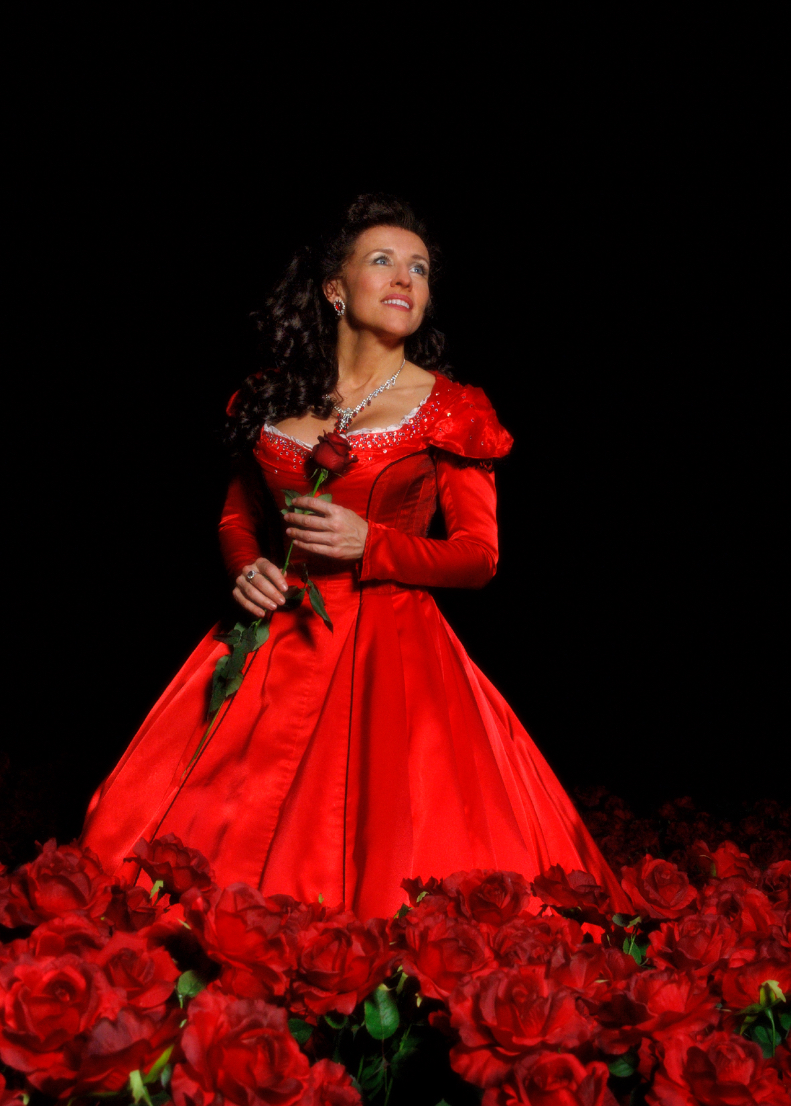
Janet Marie Chvatal (2005)

Janet Marie Chvatal (* 26. September 1964 in Boynton Beach, Florida) ist eine amerikanische Sopranistin, Autorin und Produzentin, die insbesondere in Deutschland durch die Rolle der Kaiserin Elisabeth im Musical Ludwig² bekannt wurde.

## Biografie
Ihr Musikstudium absolvierte sie mit summa cum laude an der Boston University, bevor sie anschließend in Paris und Wien weiter Operngesang, u. a. bei Mady Mesplé, studierte. Mit 19 Jahren spielte sie ihre ersten beiden Musical-Hauptrollen für die Green Mountain Guild Opera Company in Vermont: Magnolia in Show Boat und die Titelrolle in Gilbert und Sullivans Patience. Nach ihrem Debüt mit Perrin Manzer Allen in der weiblichen Hauptrolle beim 25. Jubiläum von The Fantasticks (der am längsten gelaufenen Show am Broadway), führte ihr erstes europäisches Engagement sie nach Wien, wo sie von 1990 bis 1992 die Rolle der Christine Daaè in Andrew Lloyd Webbers Phantom der Oper spielte.
Von 1993 bis 1998 trat sie für A.I.D.A. Events mit dem Cirque du Soleil und Riverdance – The Show und für Dirigent Daniel Barenboim und Madonna in Deutschland auf. In den USA sang Chvatal Titelmelodien für Nike- und Adidas-Werbung und auf Tonträgern für Sony und BMG Music Entertainment.
1998 gründete Chvatal in den USA ihre eigenen CD-Labels Miramont Records und Secret Couch Productions. Sie veröffentlichte mehrere CDs, Orchester-Arrangements und veranstaltete Konzerte mit dem klassischen Gitarristen Scott Kritzer. 2003 war sie mit Gino Vannelli auf seiner mit Gold ausgezeichneten CD „Canto“ zu hören sowie im Konzert beim Montreal Jazz Festival.
2004 bekam Chvatal für die Uraufführung des Musicals Ludwig² im Musiktheater Füssen ihr erstes Engagement als Produktions-Koordinatorin in Deutschland. Von 2005 bis 2007 verkörperte sie im Musical Ludwig² die Hauptrolle der Sissi (Kaiserin Elisabeth von Österreich-Ungarn) und war in verschiedenen Fernsehshows zu sehen, wie z. B. im ZDF-Fernsehgarten oder den Melodien der Berge (ARD).

## Produzentin, Autorin, Musical-Regisseurin
Seit 2005 ist Chvatal in Europa und in den USA als Produzentin, Künstlerin, Regisseurin und Autorin tätig und entwickelt mit ihrem Produktions- und Bühnenpartner Marc Gremm CD-Projekte, Konzepte und eigene Bühnenproduktionen sowie Freiluftkonzerte, Benefizkonzerte und Film- und Musical-Galas.
Seit 2008 unter dem Namen Janet & Marc produzieren Chvatal und Gremm jedem Sommer die Königsgala in Bayern, wo u. a. Uwe Kröger, Pia Douwes, Mark Seibert, Sabrina Weckerlin und Jan Ammann aufgetreten sind. Gremm und Chvatal veröffentlichte mehrere CDs mit Gastsängern wie dem Tölzer Knabenchor, Kevin Tarte, Bruno Grassini und Jan Ammann. Die CDs wurden mehrmals von Musicals, Das Musicalmagazin ausgezeichnet.
2011 produzierten Chvatal & Gremm eine Tournee durch Süddeutschland mit Kathy Kelly.
Chvatal und Gremm produzierten 2012 das Musical Die Legende des …liebes Rot-Flüh. Das Libretto, von Chvatal nach an einem Buch von Gudrun Meisriemler geschrieben, erzählt die Geschichte über die Entstehung des Tiroler 5-Sterne-Hotels …liebes Rot-Flüh in Haldensee bei Tannheim, eingebettet in Sagen rund um das Tannheimer Tal. Die Premiere war im Februar 2012. Die Musik stammt vom Komponisten Nic Raine.
Chvatal führte 2014 die Regie in einer Produktion von Stephen Sondheims Musical Into the Woods in England.
2016 konzipierten und produzierten Chvatal und Gremm das erste Musical auf einem Schiff mit Szenen an Land. Chvatal schrieb dafür das Libretto. Die Premiere von Der Schwanenprinz – Lebe deinen Traum, eine „Musical-Abenteuer-Reise“, fand am 30. Juli 2016 auf dem Forggensee in Bayern statt.
2017 schrieb Chvatal das Kinderbuch Der Schwanenprinz – Hüter unserer Träume. Das Buch erzählt die Geschichte vom jungen Held der sich um das Glück der Menschen sorgt. 2017 wurde das Musical Der Schwanenprinz – Lebe deinen Traum von Chvatal und Gremm neu bearbeitet und am Wasserkraftwerk Roßhaupten aufgeführt.
Anfang 2021 produzierte Chvatal eine englische Kurzversion ihres Musicals Der Schwanenprinz unter dem Namen The Dream King für das Festspielhaus Neuschwanstein. Für die Uraufführung vom Zeppelin (Musical) am 16. Oktober, 2021 war Chvatal für die Entwicklung der einzelnen Szenen – Target Scene Development – verantwortlich.

## Soziales Engagement

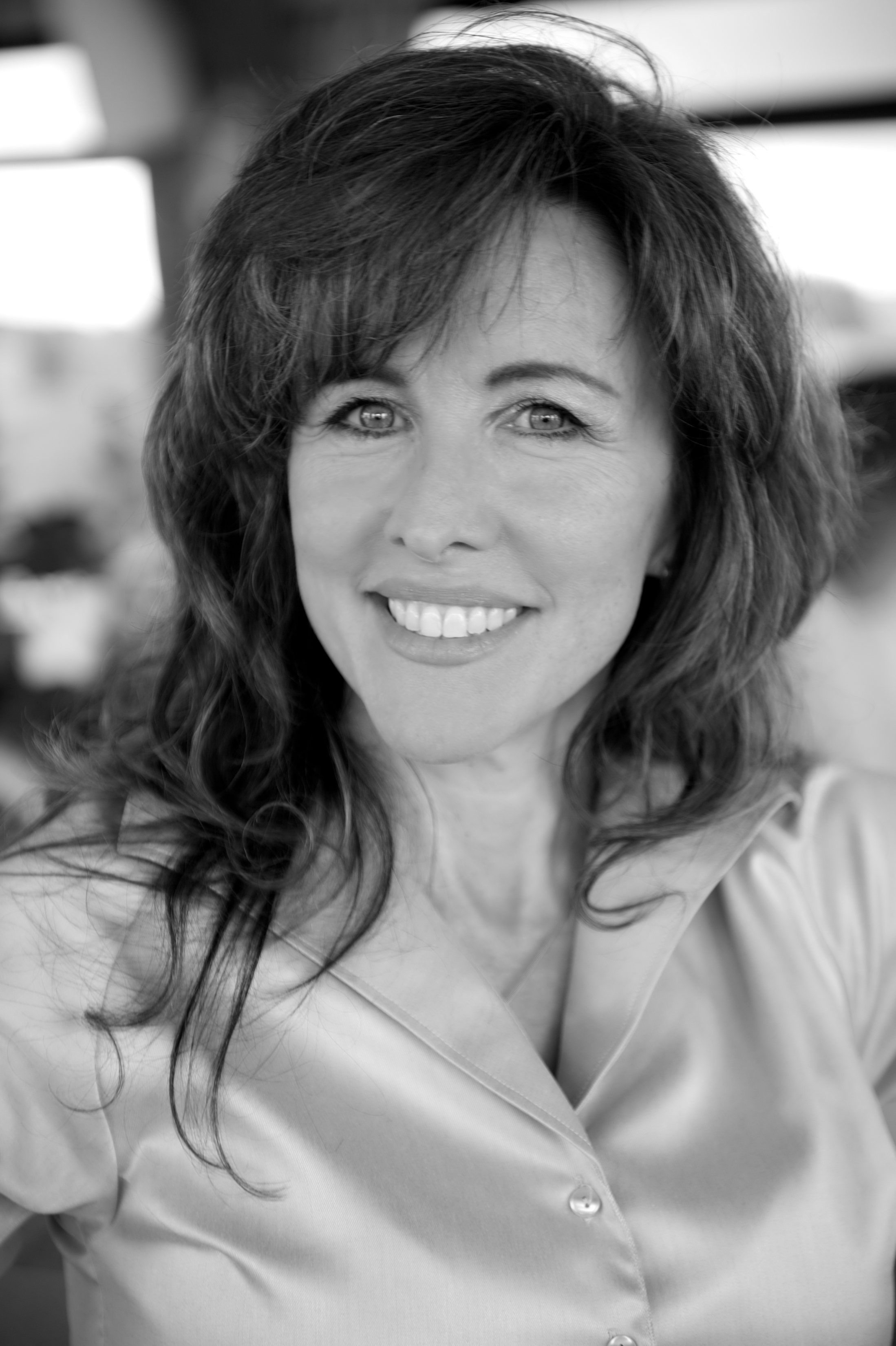
Janet Marie Chvatal 2016

Mit Karlheinz Böhm und seiner Hilfsorganisation Menschen für Menschen veranstaltete Chvatal 2006 anlässlich des 25-jährigen Bestehens eine Jubiläums-Benefiz-Gala.
Zusammen mit Peter Maffay traten sie in einem Konzert für die Hilfskampagne Drachenkinder von Radio 7 auf.
Von 2009 bis 2011 war Chvatal & Gremm für die künstlerische Leitung einer Benefiz- und Familienkonzertreihe im Schloss Neuschwanstein verantwortlich. Der Reinerlös kam der Kinderkrebshilfe Königswinkel zugute.
2012 produzierten sie eine Musical-Gala Klangbilder, mit der sie das zehnjährige Bestehen von UNESON feierten.
Nach der Veröffentlichung in 2019 der 2. Auflage ihres Kinderbuches Der Schwanenprinz – Hüter unserer Träume entwickelte Chvatal mit ihrem Partner Marc Gremm ein Buchprojekt und eine Webseite für Kinder und Grundschulen unter dem Namen Gemeinsam Träume Leben. Ziel des Projekts ist Kindern und Familien Werkzeuge an die Hand zu geben, um gemeinsam Ziele zu erreichen.

## Auszeichnungen
- 2012: Top of the Mountains Touristic Award für “Best Event” für das Musical "Die Legende des ...liebes Rot-Flüh"[20]
- 2012: Kreuz des Südens. Bayern, Deutschland[21]

## Diskografie
- 2003: Canto – RCA Victor/SONY/BMG Records. Musik von Gino Vannelli
- 2004: Vespers – ARK Records. Musik von Jeff Johnson
- 2005: Ludwig2 – BMG. Aufnahme zur deutschen Musical-Produktion. Musik von Konstantin Wecker, Christopher Francke und Nic Raine
- 2005: The Katurran Odyssey – ARK Records/Simon und Schuster Verlag: ”The Katurran Odyssey”. CD zum Buch von Terryl Whitlatch und David Wiedler
- 2006: Eine Rose im Dezember – Weihnachts-CD mit Orchester & Kinderchor. Special Guests Jan Ammann und Scott Kritzer
- 2007: Bella Notte – Musical-Highlights arrangiert von Nic Raine und Adrian Verum. Marc Gremm, Bruno Grassini und dem Prager Philharmonie Orchester.
- 2008: True Love – Filmklassiker arrangiert von Nic Raine. Marc Gremm & dem Prager Philharmonie Orchester mit Bruno Grassini, Jan Ammann und Kevin Tarte
- 2009: Abendstern – Weihnachts-CD arrangiert von Nic Raine. Marc Gremm & dem Prager Philharmonie Orchester mit Jan Ammann und Kevin Tarte
- 2010: Bella Notte Riserva – Musical Highlights arrangiert von Nic Raine. Marc Gremm & dem Prager Philharmonie Orchester mit Jan Ammann
- 2012: Die Legende des „…liebes Rot-Flüh“ – Ein Musical von Nic Raine & Karl DeVorschee
- 2013: Brennende Herzen – Musicalausschnitte aus einem neuen Musical von Janet & Marc und Nic Raine
- 2015: Falling in Love Again – Lieblingsduette arrangiert von Nic Raine und Janet & Marc mit dem Prager Philharmonie Orchester
- 2016: Der Schwanenprinz – Ein Musical von Janet & Marc und Nic Raine
- 2018: Der Schwanenprinz und der Traumkristall – Neue Highlights aus der Musical-Produktion von Janet & Marc

- COLUMBIA/SONY Music Entertainment: “Oh Wie Verführerisch”. Eine Co-Produktion mit der ARD, Zwei Live-Sendungen mit dem Bayerischen Rundfunk-Orchester München
- WINDHAM HILL/BMG Entertainment: “Music of Celtic Legends”. New-Age-Komponist und -Pianist Jeff Johnson, Irischer Flötist Brian Dunning und Keltische Band – Moderne Keltische Melodien
- WINDHAM HILL/BMG Entertainment: “Carols of Christmas II”. Weihnachts-CD mit Janet Chvatal als „die Stimme der Engel“
- MIRAMONT Records: “In The Blue Hour”. Opern-Arien in neuen Arrangements mit dem klassischen Gitarristen Scott Kritzer und Symphonie Orchester
- MIRAMONT Records: “Songs of the Americas”. Nord- und südamerikanische Lieder aus Brasilien, Haiti und Puerto Rico, mit Gitarrist Scott Kritzer
- HEARTS OF SPACE Records: “Prayers of St. Brendan” ARK Records: “Navigatio”, “Vespers”, “Psalmus” and “Byzantium”
- MICHAEL CURRY: “Spirits”, von der Musikal-Produktion „Spirits“ – Musik von Alan Jones
- AMOSAYA MUSIC: “Murray’s Cadillac”, Aufnahme mit Bassist Ben Wolfe (Bassist von Diana Krall), zwei Jazz-Aufnahmen mit Pianist Niels Lan Doky und Bassist David Friesen